# 22e division d'infanterie (France)
Pour les articles homonymes, voir 22e division.
La 22e division d'infanterie est une division d'infanterie de l'armée de terre française qui a participé à la Première Guerre mondiale et à la Seconde Guerre mondiale.

## Commandants
- 30 mars 1881 - 29 novembre 1881 : général Bonnet
- 11 janvier 1882 - 6 octobre 1885 : général Duez
- 28 octobre 1885 - 28 décembre 1886 : général Gallimard
- 11 janvier 1887 : général Colonieu
- 20 janvier 1891 - 21 septembre 1895 : général Rollet
- 28 septembre 1895 - 13 octobre 1895 : général Lanes
- 1895 - 1898: général de Longuemar
- 20 septembre 1898 - 28 octobre 1899 : général de Benoist
- 3 novembre 1908 - 4 novembre 1912 : général Vigy
- 21 décembre 1912 : général Pambet
- 30 septembre 1914 : général Pierre Bouyssou
- 10 juillet 1917 : général François Henri Robert Jules Capdepont
- 28 mars 1918 - 30 août 1918 : général Renouard
- 30 août 1918 - général Spire…
- 12 janvier 1919 - 8 novembre 1919 : général de Saint-Just
- 27 mars 1920 - 8 janvier 1921 : général Giraud
- 1939 - 1940 : général Hassler
- 15 avril 1940 - … : général Béziers-Lafosse (temporairement)

## Avant 1914
La division est créée en 1873.

## La Première Guerre mondiale
Les archives de la division (journaux des marches et des opérations, notamment) ont été détruites lors des combats du Chemin des Dames.

### Composition

#### Mobilisation à novembre 1917
- 43e brigade d'infanterie

62e régiment d'infanterie
116e régiment d'infanterie
- 44e brigade d'infanterie

19e régiment d'infanterie
118e régiment d'infanterie
- 1 escadron du 2e régiment de chasseurs à cheval
- 3 groupes de 75 du 35e régiment d'artillerie

#### Novembre 1917à novembre 1918
- infanterie :

19e régiment d'infanterie
62e régiment d'infanterie
118e régiment d'infanterie
- 3 groupes de 75 du 35e régiment d'artillerie

### Historique
Mobilisée dans la 11e région.

#### 1914
- 6 - 9 août : transport par V.F. en Argonne, vers Grandpré ; concentration vers La Croix-aux-Bois.
- 9 - 21 août : mouvement vers le nord et occupation des ponts de la Meuse, vers Remilly-Aillicourt.
- 21 - 23 août : offensive vers le nord. Engagée le 22 août dans la bataille des Ardennes[1], combat de Maissin.
- 23 août - 2 septembre : repli sur Sedan, puis du 25 au 28 août, combat dans la région de Sedan (bataille de la Meuse)[2]. À partir du 28 août, repli par Tourteron et Bétheniville vers la région de Fère-Champenoise.

30 août : combats de Tourteron.
- 6 - 14 septembre : engagée dans la Première bataille de la Marne. Du 6 au 10 septembre, la division participe à la bataille des Marais de Saint-Gond et combat vers Lenharrée et Semoine[3]. À partir du 10 septembre, poursuite par Nuisement-sur-Coole, Chalons-sur-Marne, Saint-Étienne-au-Temple, jusque dans la région Jonchery-sur-Suippe, ferme des Wacques.
- 14 - 18 septembre : engagée dans la bataille de l'Aisne, combats vers Jonchery-sur-Suippe[4],[5] ; puis stabilisation du front.
- 18 -21 septembre : retrait du front et mouvement vers Taissy, participation à la défense de Reims.
- 21 - 27 septembre : retrait du front, puis mouvement par étapes vers Compiègne. À partir du 25 septembre, transport par V.F. dans la région d'Amiens.
- 27 septembre 1914 - 4 août 1915 : mouvement vers Albert, engagée aussitôt dans la première bataille de Picardie, combats vers Ovillers-la-Boisselle, Thiepval et Beaumont-Hamel. Puis occupation d'un secteur dans la région Beaumont-Hamel, Authuille, étendu à droite le 30 octobre jusque vers Fricourt (guerre des mines à La Boisselle).

16 - 18 décembre : attaque française sur le front Ovillers-la-Boisselle.
24 décembre : attaque française sur La Boisselle.
10 janvier 1915 : nouvelle action locale française sur La Boisselle.
18 janvier : attaque allemande devant La Boisselle.

#### 1915
- 4 - 24 août : relève du front par des unités britanniques et repos vers Courcelles-sous-Thoix. À partir du 18 août, transport par V.F. dans la région de Vitry-le-François, puis mouvement vers le front.
- 24 août - 25 septembre : occupation d'un secteur dans la région de Perthes-lès-Hurlus.
- 25 septembre - 9 octobre : engagée dans la seconde bataille de Champagne[7]. Prise de la butte de Tahure, occupation des positions conquises vers Tahure et les Mamelles.

6 octobre : prise de Tahure.
- 9 octobre - 1er novembre : retrait du front, repos vers Somme-Bionne.
- 1er novembre 1915 - 22 février 1916 : mouvement vers le front et occupation d'un secteur entre le nord de Tahure et le nord des Mamelles. Le 3 janvier, front étendu à droite jusque vers La Courtine.

#### 1916
- 22 février - 28 mars : retrait du front, mouvement vers la région sud-est de Châlons-sur-Marne et à partir du 25 février vers le camp de Mailly ; instructions. À partir du 8 mars, transport dans la région de Dampierre-le-Château ; repos. À partir du 24 mars, mouvement vers Vaubecourt.

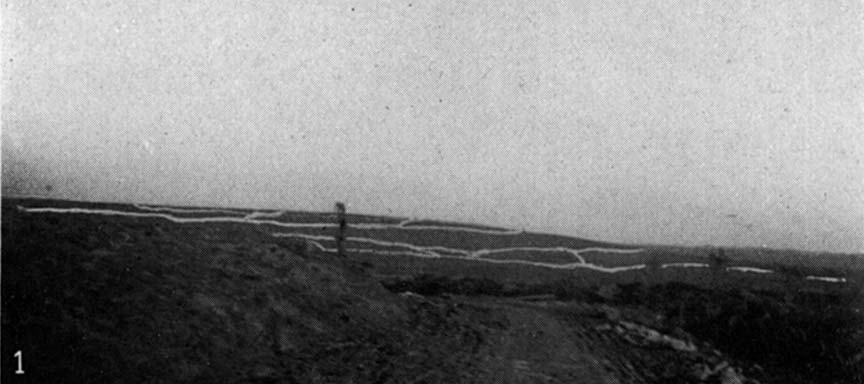
La région de Verdun en 1916.

- 28 mars - 22 avril : transport par camions à Verdun. À partir du 30 mars, engagée dans la bataille de Verdun vers la ferme de Thiaumont et le bois d'Haudromont.

17 avril : attaque allemande.
- 22 avril - 17 mai : retrait du front et repos vers Bar-le-Duc. À partir du 26 avril, transport par V.F. dans la région de Fère-en-Tardenois. À partir du 6 mai, instruction au camp de Ville-en-Tardenois.
- 17 mai - 8 septembre : mouvement vers le nord et occupation d'un secteur vers Berry-au-Bac et Loivre[9].
- 8 septembre - 29 octobre : retrait du front et instruction au camp de Dravegny. À partir du 18 septembre, repos dans la région de Château-Thierry. À partir du 29 septembre, transport par V.F. dans la région de Saint-Dizier ; repos. À partir du 23 octobre, mouvement vers Vavincourt ; repos.
- 29 octobre 1916 - 24 janvier 1917 : transport à Verdun. À partir du 11 novembre, occupation d'un secteur dans la région Vaux-devant-Damloup[10], ferme de Dicourt (éléments en secteur depuis le 30 octobre).

25 décembre : extension du front, à droite jusqu'au nord de Châtillon-sous-les-Côtes.

#### 1917
- 24 janvier - 29 mars : retrait du front ; le 28 janvier transport par V.F. dans la région de La Ferté-Gaucher et de Coulommiers ; repos et instruction. À partir du 25 février, mouvement par étapes et transport par camions vers la région de Soissons ; travaux.
- 29 mars - 8 avril : poursuite des troupes allemandes, lors de leur retrait stratégique durant l'opération Alberich vers la ligne Hindenburg, occupation des positions conquises entre la Vesle et Laffaux.
- 8 - 30 avril : retrait du front ; repos au sud de Soissons et à partir du 12 avril vers Oulchy-le-Château.
- 30 avril - 18 mai : occupation d'un secteur entre la ferme Hurtebise et la route de Paissy à Ailles, défense et organisation des positions conquises antérieurement :

5 et 7 mai : combats violents (bataille du Chemin des Dames).
16 mai : extension du front, à gauche, jusqu'à la ferme de la Bovelle.
- 18 mai - 26 juin : retrait du front, mouvement vers Lassigny, puis repos dans la région de Montdidier.
- 26 juin - 20 août : occupation d'un secteur entre Francilly-Selency et Pontruet (en liaison avec l'armée britannique).
- 20 août - 17 septembre : retrait du front, transport par V.F. de Montdidier à Versailles, repos dans la vallée de Chevreuse. À partir du 12 septembre, transport par V.F., de Versailles, dans la région de Villers-Cotterêts.
- 17 septembre - 20 octobre : occupation d'un secteur vers le Panthéon et la ferme de Colombe, réduit à droite à l'ouest du Panthéon ; préparatifs d'offensive.
- 20 octobre - 5 novembre : retrait du front, mouvement vers Chassemy ; repos.

27 octobre : mouvement vers Ecuiry.
- 5 - 25 novembre : occupation d'un secteur vers la ferme Rosay et le bois de Mortier.
- 25 novembre - 18 décembre : retrait du front, mouvement vers Ecuiry ; repos.
- 18 décembre 1917 - 12 mars 1918 : occupation d'un secteur vers le bois de Mortier et Quincy-Basse.

#### 1918
- 12 - 23 mars : retrait du front, mouvement vers Lagny ; à partir du 19 mars travaux.
- 23 mars - 2 avril : transport par camions dans la région de Nesle. Engagée dans la bataille de l'Avre, (seconde bataille de Picardie), combats à Nesle, Roye et Rollot, repli jusque dans la région est de Rollot.
- 2 - 20 avril : retrait du front et mouvement vers la région Oulchy-le-Château, Braine ; repos.
- 20 avril - 27 mai : mouvement vers le front et occupation d'un secteur sur le chemin des Dames, vers la ferme Vauclerc et les Vaumaires.
- 27 mai - 13 juin : engagée dans la bataille de l'Aisne, subit le choc de l'offensive allemande[12]. À partir du 3 juin, reconstitution dans la région de Marcilly-sur-Seine
- 13 juin - 1er septembre : transport par V.F. en Alsace ; puis à partir du 20 juin occupation d'un secteur entre Leimbach et Metzeral.

26 juillet : front réduit à gauche jusqu'au Ballon de Guebwiller.
9 août : front étendu à gauche, le 9 août jusqu'à la vallée de la Lauch.
- 1er - 26 septembre : retrait du front, transport par V.F. en Champagne. Repos et instruction dans la région de Changy, puis dans celle de La Cheppe ; puis mouvement vers le front.
- 26 septembre - 15 octobre : engagée dans la bataille de Somme-Py, (Offensive Meuse-Argonne) et son exploitation. Offensive sur la ferme Navarin, vers la butte de Souain, SommePy et la rive nord de la Py.

29 septembre : passage de l'Arnes.
5 - 12 octobre : combats entre la Retourne et l'Aisne.
- 15 octobre - 11 novembre : retrait du front, repos vers Trépail. À partir du 25 octobre, mouvement par Baconnes, vers le front, relève d'éléments américains dans la région Voncq, Attigny. À partir du 1er novembre engagée dans la bataille du Chesne, puis à partir du 5 novembre dans la poussée vers la Meuse.

10 - 11 novembre : combats dans la région de Mézières.

### Affectation organique
- 11e corps d'armée, d’août 1914 à Vannes à novembre 1918[13].
- 2e armée

25 septembre 1914 - 2 août 1915
20 septembre 1915 - 5 janvier 1916
24 mars - 26 avril 1916
29 septembre 1916 - 28 janvier 1917
2 - 6 septembre 1918
- 3e armée

22 mai - 12 septembre 1917
15 mars - 17 avril 1918
- 4e armée

16 - 29 août 1914
5 janvier - 24 mars 1916
6 septembre - 11 novembre 1918
- 5e armée

2 - 16 août 1914
26 avril - 29 septembre 1916
- 6e armée

21 - 25 septembre 1914
2 - 18 août 1915
17 avril - 13 juin 1918
28 janvier - 22 mai 1917
12 septembre 1917 - 15 mars 1918
- 7e armée

13 juin - 2 septembre 1918
- 9e armée

2 - 21 septembre 1914
- Détachement d'Armée Foch

29 août - 5 septembre 1914
- Groupement Pétain

18 août - 20 septembre 1915

## La Seconde Guerre mondiale

### Drôle de guerre
La 22e division d'infanterie (22e DI), de série A et de type nord-est, du général Hassler, est prévue pour être engagée dans la manœuvre Dyle décidée en novembre 1939. Division du XIe corps d'armée qui dépend de la 9e armée, elle doit pour la manœuvre Dyle constituer l'aile droite de son corps d'armée sur la Meuse, entre Hastière et Vireux-Molhain, en liaison au nord avec la 18e division d'infanterie et au sud avec la 61e division d'infanterie du XLIe corps d'armée de forteresse. Elle doit pour cela parcourir 50 km depuis sa base de départ, dans la région de Maubert-Fontaine. Ses moyens de déplacements sont lacunaires, ses moyens de liaisons n'existent pas et elle ne possède pas de compagnie divisionnaire antichar. Bien que la portion qu'elle doit occuper sur la Meuse soit en grande partie en France, elle n'occupe pas cette partie avant l'offensive allemande en Belgique, seul un détachement dit « de Givet » tente de préparer et organiser la position à l'avance.
Parallèlement, son groupe de reconnaissance de division d'infanterie, le 24e GRDI, doit participer à la manœuvre retardatrice dans les Ardennes du plan Dyle : avec les 30e GRDI et 17e GRCA (respectivement de la 18e division d'infanterie et du XIe corps d'armée) il forme un groupement qui renforce la 1re division légère de cavalerie (1re DLC) qui participe à la couverture de la progression de la 9e armée vers la Meuse en contrôlant dans un premier temps le fleuve entre Houx et Hastière. Le groupement, évoluant sur la gauche de la 1re DLC, doit ensuite passer la Meuse et progresser sur l'axe Givet – Beauraing – Forrières – Champlon – Houffalize.
À partir du 15 avril 1940, le général Béziers-Lafosse, commandant l'infanterie de la division, remplace temporairement le général Hassler.

### Composition
Au 10 mai 1940 :

Cavalerie :
- 24e groupe de reconnaissance de division d'infanterie

Infanterie :
- 19e régiment d'infanterie
- 62e régiment d'infanterie
- 116e régiment d'infanterie

Artillerie :
- 18e régiment d'artillerie divisionnaire
- 218e régiment d'artillerie lourde divisionnaire
- 10e batterie divisionnaire antichar du 18e RAD
- 22e parc d'artillerie divisionnaire
- 22e compagnie d’ouvriers d'artillerie
- 22e section de munitions hippomobile
- 222e section de munitions automobile

Génie
- compagnie de sapeurs mineurs 22/1
- compagnie de sapeurs mineurs 22/2

Transmissions
- compagnie télégraphique 22/81
- compagnie radio 22/82

Train
- compagnie hippomobile 22/11
- compagnie automobile 122/18

Intendance
- groupe d’exploitation divisionnaire 22/11

Santé
- 22e groupe sanitaire divisionnaire

## L'après Seconde Guerre mondiale
La division est recréée au Maroc le 16 octobre 1956, à partir de la division de Casablanca (une 22e division d'infanterie marocaine avait existé jusqu'en 1956). Son état-major est à Casablanca.
Elle est dissoute le 30 septembre 1958.